# Irene Curtoni
Irene Curtoni, née le 11 août 1985 à Échirolles, est une skieuse alpine italienne. Sa sœur Elena pratique aussi le ski alpin à haut niveau. Elle est spécialiste des épreuves techniques.

## Carrière
Membre du club CS Esercito (armée), l'Italienne fait sa première apparition en coupe du monde en décembre 2007 à l'occasion d'un slalom à Lienz. Elle marque ses premiers points en janvier 2008 en slalom à Maribor. Elle finit dans le top 10 en février 2011 à Arber-Zwiesel en slalom géant. Le 2 mars 2012, elle accède à son premier podium en terminant troisième du géant d'Ofterschwang. Ce même hiver, elle établit son meilleur classement général avec le 16e rang. Aux Championnats du monde 2013, elle prend la 14e place du slalom géant.
Après une saison sans compétition en 2014, elle revient en 2015 à son niveau d'antan et multiplie les résultats dans le top dix lors des trois prochaines saisons.
Elle obtient son deuxième podium dans la Coupe du monde en décembre 2017 avec une troisième place au slalom parallèle de Courchevel. À l'aise sur ce type de format, elle est également cinquième au City Event de Stockholm.
Aux Jeux olympiques de Pyeongchang 2018, elle se classe dixième du slalom.
En 2019, aux Championnats du monde à Åre lors de la compétition par équipes en parallèle, elle remporte la médaille de bronze. Dans la Coupe du monde, ell est aux portes du top dix au classement de slalom avec le onzième rang.
Depuis 2021, elle est devenue commentatrice technique pour les compétitions de ski alpin pour la télévision suisse.

## Vie privée
Elle est en relation avec un autre skieur Davide Simoncelli.

## Palmarès

### Jeux olympiques
| Épreuve / Édition | Pyeongchang 2018 |
| Slalom            | 10e              |

### Championnats du monde
| Épreuve / Édition | Val d'Isère 2009 | Garmisch-Partenkirchen 2011 | Schladming 2013 | Saint-Moritz 2017 | Åre 2019 | Cortina d'Ampezzo 2021 |
| Slalom géant      | -                | 27e                         | 14e             | -                 | -        | -                      |
| Slalom            | Disqualifiée     | 11e                         | Abandon         | Abandon           | Abandon  | 18e                    |
| Par équipes       | -                | -                           | -               | 1/4 Finales       | Bronze   | -                      |

### Coupe du monde
- Meilleur classement général : 16e en 2012.
- 2 podiums.

#### Classements en Coupe du monde
| Année/Classement | Année/Classement | Général | Général | Descente | Descente | Slalom | Slalom | Slalom géant | Slalom géant | Super G | Super G | Combiné | Combiné | Parallèle                        | Parallèle                        |
| ---------------- | ---------------- | ------- | ------- | -------- | -------- | ------ | ------ | ------------ | ------------ | ------- | ------- | ------- | ------- | -------------------------------- | -------------------------------- |
| Année/Classement | Année/Classement | Class.  | Points  | Class.   | Points   | Class. | Points | Class.       | Points       | Class.  | Points  | Class.  | Points  | Class.                           | Points                           |
| 2008             | 2008             | 106e    | 15      | -        | -        | 47e    | 15     | -            | -            | -       | -       | -       | -       | Épreuve inexistante à cette date | Épreuve inexistante à cette date |
| 2009             | 2009             | 72e     | 64      | -        | -        | 29e    | 42     | 39e          | 22           | -       | -       | -       | -       | Épreuve inexistante à cette date | Épreuve inexistante à cette date |
| 2010             | 2010             | 83e     | 40      | -        | -        | 53e    | 5      | 25e          | 45           | -       | -       | -       | -       | Épreuve inexistante à cette date | Épreuve inexistante à cette date |
| 2011             | 2011             | 52e     | 116     | -        | -        | 26e    | 65     | 26e          | 51           | -       | -       | -       | -       | Épreuve inexistante à cette date | Épreuve inexistante à cette date |
| 2012             | 2012             | 16e     | 396     | -        | -        | 18e    | 160    | 8e           | 236          | -       | -       | -       | -       | Épreuve inexistante à cette date | Épreuve inexistante à cette date |
| 2013             | 2013             | 22e     | 323     | -        | -        | 19e    | 130    | 9e           | 193          | -       | -       | -       | -       | Épreuve inexistante à cette date | Épreuve inexistante à cette date |
| 2014             | 2014             | -       | -       | -        | -        | -      | -      | -            | -            | -       | -       | -       | -       | Épreuve inexistante à cette date | Épreuve inexistante à cette date |
| 2015             | 2015             | 38e     | 166     | -        | -        | 26e    | 52     | 12e          | 114          | -       | -       | -       | -       | Épreuve inexistante à cette date | Épreuve inexistante à cette date |
| 2016             | 2016             | 38e     | 242     | -        | -        | 18e    | 122    | 17e          | 126          | -       | -       | -       | -       | Épreuve inexistante à cette date | Épreuve inexistante à cette date |
| 2017             | 2017             | 38e     | 213     | -        | -        | 18e    | 133    | 25e          | 80           | -       | -       | -       | -       | Épreuve inexistante à cette date | Épreuve inexistante à cette date |
| 2018             | 2018             | 22e     | 366     | -        | -        | 18e    | 236    | 17e          | 130          | -       | -       | -       | -       | Épreuve inexistante à cette date | Épreuve inexistante à cette date |
| 2019             | 2019             | 32e     | 265     | -        | -        | 11e    | 223    | 27e          | 42           | -       | -       | -       | -       | Épreuve inexistante à cette date | Épreuve inexistante à cette date |
| 2020             | 2020             | 43e     | 145     | -        | -        | 14e    | 104    | 33e          | 26           | -       | -       | -       | -       | 28e                              | 15                               |

### Coupe d'Europe
- Gagnante du classement de slalom en 2008.
- 3 victoires (2 en slalom, 1 en slalom géant).

### Jeux mondiaux militaires
- Médaille d'argent du slalom géant en 2010 à Gressoney.
- Médaille d'or du slalom géant en 2017 à Sotchi.

### Championnats d'Italie
- Championne de slalom en 2010, 2012, 2013, 2016 et 2017.
- Championne de slalom géant en 2010.